# Amalienstraße 15 (Weimar)

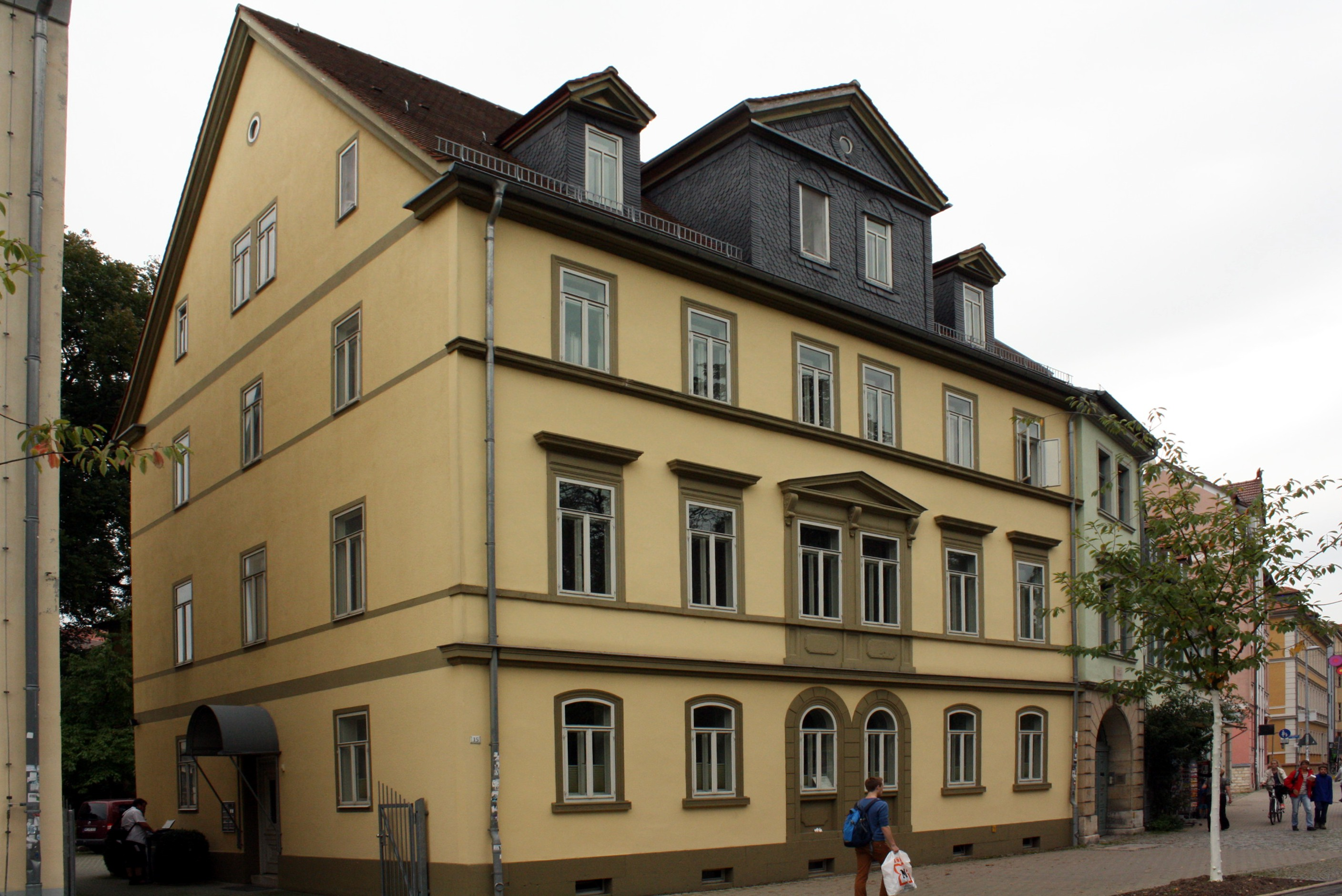
Amalienstraße 15

Die Amalienstraße 15 in Weimar ist ein Wohnhaus, das zusammen mit der Amalienstraße 17 und 19 eine Häusergruppe bildet.
Dieses mehrgeschossige Wohnhaus wurde 1879/80 von dem Maurermeister H. Raupe errichtet. Es richtete sich nach dem Vorbild des Spätklassizismus aus. Bemerkenswert sind die Dachgauben des schiefergedeckten Daches. Der Eingang liegt an der Giebelseite. Die Architekturelemente und Verzierungen betonen die Symmetrie des Baukörpers. Die Fensterrahmungen sind durch ihre braune Farbe hervorgehoben.
In diesem Haus wohnte die Schriftstellerin Anna Benfey, geb. Schuppe.
Das Gebäude ist auf der Liste der Kulturdenkmale in Weimar (Einzeldenkmale) und auf der Liste der Kulturdenkmale in Weimar (Sachgesamtheiten und Ensembles) verzeichnet.